# デズデモーナ (エンジェルの登場人物)
デズデモーナ（Desdemona）は、アメリカ合衆国で発売されているコミック版『エンジェル』に登場する架空のキャラクター。

## 略歴
コミック『Aftermath』から登場する。外見は細身で短髪の女性だが、実はジャガーの化身。動物園の檻にいる間に人間に変身、Demon Lordsの一人であるシャーマン・オーク卿のペットとなる。ロサンゼルス市の委員会のメンバーとしてエンジェルに近づき、就寝中のエンジェルの命を狙うが失敗する。その後、エンジェルに協力し、自分の上司であるシャーマン・オーク卿を殺害する。現在はエンジェル探偵事務所に所属している。愛称はディス。

## 特徴
変身能力を持つ。ジャガーだけでなく、他のネコ科の動物に変身することも可能。

## 関連する人物
- シャーマン・オーク卿

Demon Lordsの一人。『After the Fall』第3章から登場。
- エンジェル

エンジェル探偵事務所の所長。
- ジェームズ

『Aftermath』でデズデモーナとコンビを組んでいた男性。